# Mandag
Mandag er navnet på den første dag i ugen ifølge gældende dansk standard siden 1. januar 1973. Ordet stammer fra månedag, en direkte oversættelse fra latin. På latin kaldes den dies Lunae (Månens dag), men på middelalderlatin bruges også betegnelserne dies Lune eller feria secunda (den 2. dag).[kilde mangler]
I Danmark omtales konfirmationens andendag i nyere tid som blå mandag.
Traditionelt kaldes dagene efter Fastelavn blå mandag, hvide tirsdag og aske-onsdag. Navnene kommer af gamle ritualer i forbindelse med begyndelsen af fasten, og er i dag næsten glemt.